# Sandusky (Ohio)
Sandusky ist eine City in Ohio, USA. und County Seat des Erie Countys. Das U.S. Census Bureau ermittelte bei der Volkszählung 2020 eine Einwohnerzahl von 25.095.
Sandusky befindet sich an der Mündung des Sandusky River in die Sandusky Bay des Eriesees und liegt ungefähr auf halbem Weg zwischen Toledo im Westen und Cleveland im Osten. Die 1816 gegründete Stadt ist heute vor allem wegen des Vergnügungsparks Cedar Point und dessen Achterbahnen bekannt.

## Geschichte
Um 1794 errichteten die Briten an der Stelle der heutigen Stadt das Fort Sandusky, das als militärischer Außenposten und Handelsstützpunkt genutzt wurde. Zu dieser Zeit lebten irokesischen Seneca-Indianer in der Gegend, die zu Beginn der Amerikanischen Revolution hierher vertrieben worden waren. Nach weithin verbreiteter Ansicht hat der Name „Sandusky“ seinen Ursprung im indianischen Begriff „San Too Chee“, der so viel wie „kaltes Wasser“ bedeutet. Nach anderer Ansicht soll der Name aber auf einen polnischen Pelzhändler mit dem Namen Antoni Sadowski oder Jacob Sodowsky zurückgehen.
Nach dem Amerikanischen Unabhängigkeitskrieg diente die Gegend um Sandusky als Siedlungsland für Einwanderer aus Connecticut, deren Besitz durch die Kriegshandlungen zerstört worden war. Dies hing damit zusammen, dass der Staat Connecticut Gebietsansprüche auch auf solche Landstriche erhob, die weit westlich seiner heutigen Grenzen liegen (die sog. Connecticut Western Reserve).
Sandusky wurde 1816 gegründet. Die neue Stadt erhielt zunächst den Namen Portland, doch folgte bereits zwei Jahre später die Umbenennung in Sandusky. Zusammen mit der Nachbarstadt Norwalk, die gleichfalls 1816 gegründet wurde und nach Norwalk in Connecticut benannt wurde, befand sich Sandusky zunächst im Huron County. Aufgrund des schnellen Wachstums der beiden Städte wurde das Huron County jedoch bald geteilt und Sandusky wurde zum County Seat des neu gegründeten Erie Countys, des zweitkleinsten Countys in Ohio.
Die Planung der Innenstadt Sanduskys erfolgte nach einem modifizierten Straßenraster, das die Symbole der Freimaurerei abbildete. Vor dem Sezessionskrieg war die Stadt ein bedeutender Knotenpunkt der Underground Railroad, einem Netz von Routen, auf denen entflohene Sklaven aus den Südstaaten nach Kanada geschleust wurden. Wie in Harriet Beecher Stowes Roman Onkel Toms Hütte dargestellt, wurden viele entflohene Sklaven von Sandusky aus über den Eriesee nach Amherstburg ins kanadische Ontario verfrachtet, wo sie außerhalb der Reichweite der Sklavenhalter waren.
In Sandusky am 17. September 1835 mit dem Bau der Mad River und Lake Erie Eisenbahnstrecke begonnen, deren Trasse sich durch die Stadt zog. In der Innenstadt wurde die Trasse später wieder entfernt, als sich die Industrie vom Zentrum in die Außenbezirke zu verlagern begann. In einigen Außenbezirken der Stadt sind Teile der Trasse immer noch in Betrieb.

## Demographie
Nach der Volkszählung von 2000 hatte Sandusky 27.844 Einwohner, 11.851 Haushalte und 7.039 Familien. Die Bevölkerungsdichte betrug 1.069,7/km². Von den Einwohnern waren 74,50 % Weiße, 21,08 % Afroamerikaner, 0,29 % amerikanische Ureinwohner, 0,26 % Asiaten, 0,01 % pazifische Insulaner, 0,97 % anderer Herkunft sowie 2,88 % gemischter Herkunft. Hispanics verschiedener Kategorie machten 3,09 % der Bevölkerung aus.
In 28,9 % der Haushalte lebten Kinder unter 18 Jahre. In 38,7 % der Haushalte lebten verheiratete Paare, während in 16,4 % der Haushalte von unverheirateten Frauen geführt wurden. In 40,6 % der Haushalte lebte keine Familie und in 34,9 % der Haushalte lebte nur eine Person. 13,1 % der Haushalte bestanden aus einer Einzelperson über 64 Jahre. Die Durchschnittsgröße der Haushalte betrug 2,99 Personen.
Von der Gesamtbevölkerung waren 25,8 % unter 18 Jahre, 9,2 % von 18 bis 24 Jahre alt, 28,5 % von 25 bis 44 Jahre alt, 21,4 % von 45 bis 64 alt und 15,1 % 65 Jahre oder älter. Das Durchschnittsalter betrug 36 Jahre. Auf 100 Frauen und Mädchen kamen 89,4 Männer und Jungen. Bei Erwachsenen betrug das Verhältnis 100/85,2.
Das mittlere Jahreseinkommen der Haushalte betrug $31.133. Bei Familien betrug es $37.749, bei Männern $31.269 und $21.926 bei Frauen. Das Prokopfeinkommen betrug $18.111. Das Jahreseinkommen von ungefähr 12,2 % der Familien und 15,3 % der Gesamtbevölkerung lag damit unterhalb der Armutsgrenze. Hiervon betroffen waren auch 22,7 % der Personen unter 18 Jahren und 10,2 % der Personen über 64 Jahren.
Eine 2007 durchgeführte Schätzung der Einwohnerzahl kam nur noch auf 25.861 Einwohner.

## Tourismus
Sandusky ist ein bekanntes Zentrum der Tourismusindustrie, was vor allem auf den in der Stadt angesiedelten Cedar Point Vergnügungspark und einige in der Nähe befindliche Wasserparks zurückzuführen ist.

### Cedar Point

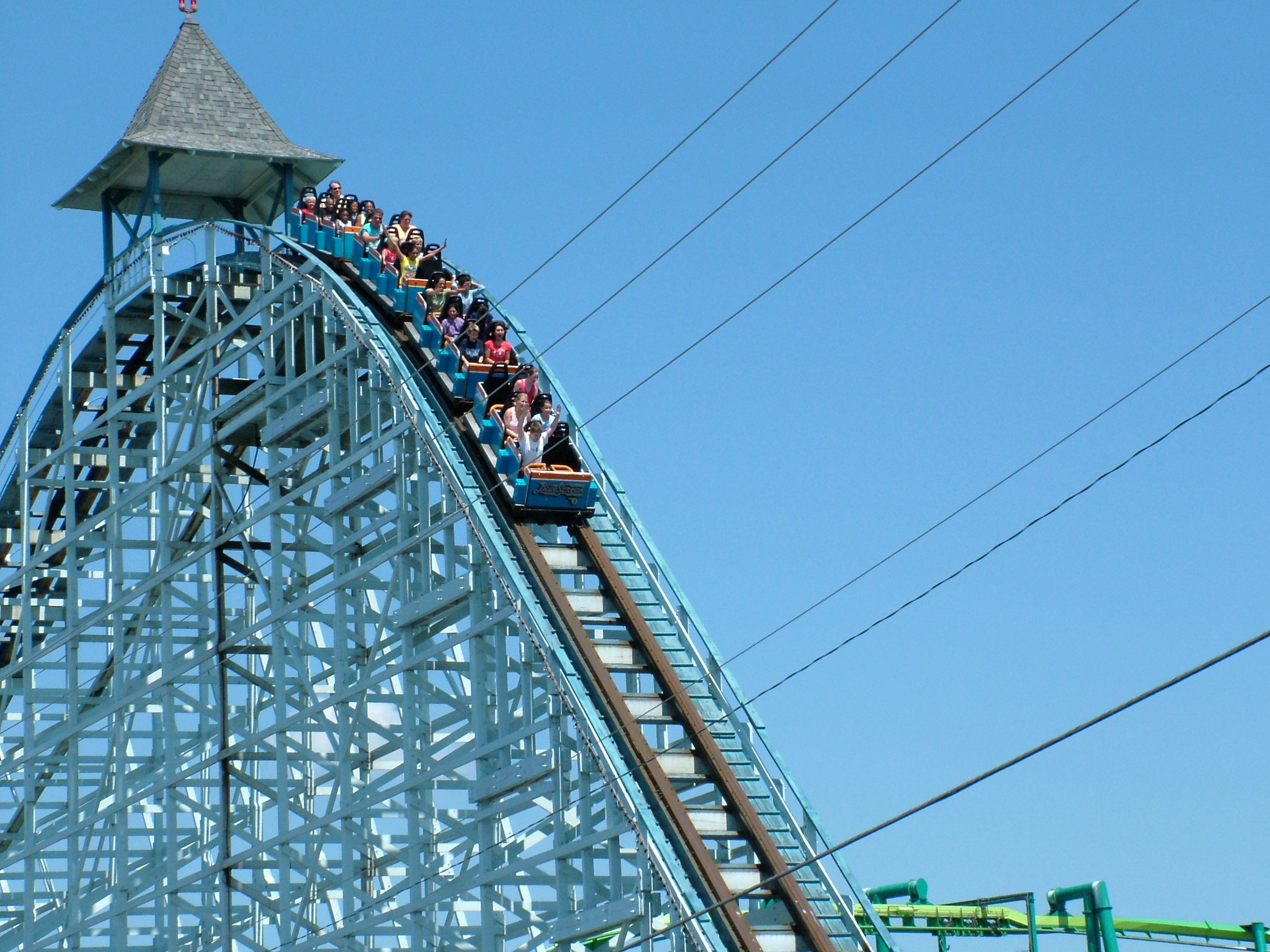
Die Blue Streak Achterbahn, die älteste Achterbahn in Cedar Point.

Im Jahr 1870 eröffnete der Geschäftsmann Louis Zistel einen Biergarten, ein Badehaus und eine Tanzhalle auf der Cedar Point Halbinsel im Eriesee. Über die Jahre wurde die Halbinsel mehr zu einem Zentrum für Freizeitvergnügungen. 1892 wurde die erste Achterbahn errichtet und 1899 wurde dort das erste Hotel eröffnet. 1902 kam eine zweite Achterbahn hinzu und im Laufe der Jahre wurden mehr und mehr Fahrgeschäfte und Attraktionen gebaut. Bis 1914 war der Park nur mit dem Dampfboot zu erreichen, danach wurde eine Fahrbahn errichtet und so eine Verbindung zum Straßennetz der Stadt geschaffen.
1959 wurde der Yachthafen von Cedar Point, einer der größten Yachthäfen an den Großen Seen eröffnet.
Im Jahr 1964 wurde die Blue Streak, eine aus einer Holzkonstruktion bestehende Achterbahn, fertiggestellt, die nach dem Maskottchen der örtlichen High School benannt wurde. Sie ist heute die älteste noch in Betrieb befindliche Achterbahn in Cedar Point. Seit den 1950er Jahren wurden in Cedar Point zahlreiche Achterbahnen errichtet, mit denen immer wieder Rekordmarken gesetzt wurden. Zu diesen Achterbahnen zählen der Corkscrew (erste Achterbahn mit drei oder mehr Inversionen), der Gemini (höchste und schnellste Achterbahn zum Zeitpunkt der Inbetriebnahme 1978), der Magnum XL-200 (höchste und schnellste Achterbahn zum Zeitpunkt der Inbetriebnahme 1989), der Mean Streak (höchste und schnellste Achterbahn zum Zeitpunkt der Inbetriebnahme 1991), der Raptor (höchste und schnellste Achterbahn zum Zeitpunkt der Inbetriebnahme 1994) und der Mantis (höchste und schnellste Achterbahn zum Zeitpunkt der Inbetriebnahme 1996).
Der 2000 gebaute Millennium Force ist 94,5 Meter und erreicht eine Spitzengeschwindigkeit von 150 km/h. Mit der Eröffnung des Maverick 2007 wurde eine Gesamtzahl von 17 in Betrieb befindlichen Achterbahnen erreicht. Weltweit ist Cedar Point der einzige Vergnügungspark, der mit einer solchen Anzahl in Betrieb befindlicher Achterbahnen aufwarten kann.

### Freizeitbäder
Der Touristenstrom zum Cedar Point führte dazu, dass weitere Freizeitparks und Freizeitbäder in der Nähe Sanduskys eröffnet wurden.

## Geographie

### Topographie

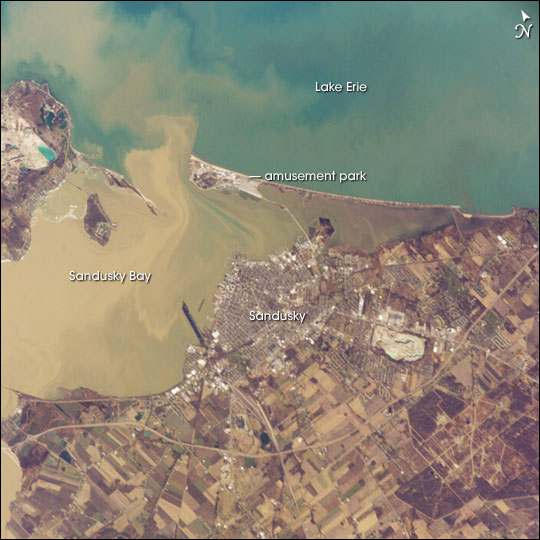
Schlammiges braunes Wasser fließt in die Sandusky Bay.

Nach Angaben des United States Census Bureau beläuft sich die Gesamtfläche der Sanduskys auf 57,0 km², von denen 26,0 km² Landfläche 30,9 km² Wasserfläche sind.

### Klima
Sandusky hat ein Humides Kontinentalklima, wie es typisch für die Mitte der USA ist. Üblich sind sehr warme, feuchte Sommer und kalte Winter.
Die durchschnittliche Höchsttemperatur liegt während der Wintermonate bei 0 °C. Die durchschnittliche Tiefsttemperatur liegt während dieser Zeit bei −7 °C, wobei es zu erheblichen Temperaturschwankungen kommen kann. Die durchschnittliche Niederschlagsmenge beträgt 721,4 mm pro Winter (vornehmlich Schnee).
Die durchschnittliche Höchsttemperatur liegt während der Sommermonate bei 28 °C. Die durchschnittliche Tiefsttemperatur liegt im Juli bei 19 °C. Während des Sommers ist das Wetter regelmäßig stabil warm bis heiß, wobei es auch feucht ist und oft zu Gewittern kommt.
Die trockenste Jahreszeit ist der Herbst, mit vielen warmen klaren Tagen und klaren Nächten.
Die höchste jemals in Sandusky gemessene Temperatur betrug 41 °C am 14. Juli 1936. Am 19. Januar 1994 wurde mit −29 °C die tiefste jemals in Sandusky gemessene Temperatur erreicht.

## Öffentliche Verkehrsmittel
Sandusky ist an das nationale Schienennetz von Amtrak angeschlossen. Daneben bestehen ein Abschluss das Greyhoundbussystem und diverse Fährverbindungen nach Kanada sowie zu verschiedenen Inseln im Eriesee.

## Medien
Sandusky hat mit dem The Sandusky Register eine eigene Tageszeitung. Daneben existieren mehrere lokale Radiostationen.

## Söhne und Töchter der Stadt
- Donnell Alexander, Journalist, Kritiker und Autor
- Andrew Biemiller (1906–1982), Politiker
- Brandy Burre, Schauspielerin
- Chris Castle, Sänger
- Frank Martin Church (1874–1959), Komponist, Organist und Musikpädagoge
- Jay Crawford, Sportjournalist
- Jay Cooke, Eisenbahnmagnat
- Thom Darden, Footballspieler
- Lee Evans (* 1981), Footballspieler
- Charles Frohman (1860–1915), Theaterdirektor und Produzent
- Daniel Frohman (1851–1940), Theaterdirektor und Produzent
- Jon Gruden (* 1963), Footballtrainer
- William d’Alton Mann (1839–1920), Geschäftsmann
- Scott May, Basketballspieler
- Jackie Mayer (* 1942), Miss America 1963
- Charles Merz (1893–1977), Journalist der New York Times
- Betty Mitchell (1896–1976), kanadische Theaterleiterin und Regisseurin
- Thomas J. Moyer, Vorsitzender Richter am Ohio Supreme Court
- Catherine Opie (* 1961), Künstlerin
- Orlando Pace (* 1975), Footballspieler
- Kevin Randleman, Wrestler
- Edmund Ross (1826–1907), US-Senator
- Jason Reddington, Golfspieler
- Kenneth Taylor (1954–2019), Philosoph und Professor an der Stanford University